# André Wedemeyer
Gottfried André Wedemeyer (* 29. März 1875 in Bremen; † 13. Februar 1958 in Leipzig) war ein deutscher Japanologe, Sinologe und Historiker. Als Professor lehrte er an der Universität Leipzig.

## Leben
André Wedemeyer wurde am 29. März 1875 als Sohn des Kaufmannes Heinrich Wedemeyer in Bremen geboren, wo er auch das Humanistische Gymnasium besuchte.
Von 1894 bis 1903 studierte er Geschichte, Jura und Nationalökonomie an der Ludwig-Maximilians-Universität München, der Friedrich-Wilhelms-Universität Berlin (heute: Humboldt-Universität zu Berlin) und der Universität Leipzig. Nachdem er im Anschluss an sein Studium zunächst als Privatgelehrter geforscht hatte, wurde er 1905 Volontärsassistent am Institut für Kultur- und Universalgeschichte der Universität Leipzig. Dessen Direktor Karl Lamprecht machte ihn schließlich zum Leiter der Ostasiatischen Abteilung. In dieser Zeit begann er sich unter August Conrady mit der Sinologie und nebenbei auch mit der Japanologie zu befassen.
Nach seiner Promotion im Jahr 1913 arbeitete er zunächst unter Conrady, später dann unter dessen Nachfolger Erich Haenisch als Assistent und schließlich als Oberassistent am Ostasiatischen Seminar.
Nach seiner Habilitation für das Fach Japanologie im Jahr 1924 hielt er zunächst Vorlesungen als Privatdozent, im Februar 1932 wurde er zum nichtplanmäßigen außerordentlichen Professor für Japanologie an der Philologisch-Historischen Abteilung der Philosophischen Fakultät, 1934 dann zum planmäßigen außerordentlichen Professor für Ostasiatische Philologie, gleichzeitig zum Direktor des Ostasiatischen Seminars ernannt. Zu seinen Schülern zählten Horst Hammitzsch und Wolf Haenisch.
Auch nach seiner Emeritierung 1947 wirkte er bis 1957 als Leiter der Japanischen Abteilung des nach dem Krieg neu gegründeten Ostasiatischen Instituts der Karl-Marx-Universität Leipzig, wo er noch bis zu seinem Tod japanologische und sinologische Vorlesungen hielt.

## Forschung
Nach Abschluss seines Studiums beschäftigte sich Wedemeyer zunächst mit der Geschichte des Mittelalters. Seine Forschungen als Privatgelehrter führten ihn in die Archive der Städte Hamburg, Lübeck und Rostock.
Nachdem er die Stelle als Volontärsassistent in Leipzig angenommen hatte, begann er sich aber zunehmend für die Geschichte Ostasiens zu interessieren, wobei zunächst China im Mittelpunkt stand. Seine Dissertation schrieb er zum Thema Schauplätze und Vorgänge der chinesischen Geschichte gegen Ausgang des Dritten und im Zweiten Jahrtausend v. Chr. Schon bald aber begann Japan ins Zentrum seiner Aufmerksamkeit zu rücken. Der Titel seiner Habilitationsschrift war Studien zur frühjapanischen Geschichte, und auch in der Folge waren die japanische Frühgeschichte und Mythologie, aber auch das Man’yōshū seine wichtigsten Forschungsgebiete.
Als das Institut für Kultur- und Universalgeschichte und mit ihm das Ostasiatische Seminar im Dezember 1943 bei einem Luftangriff zerstört wurden, gingen auch Wedemeyers zahlreiche unveröffentlichte Manuskripte und große Teile seiner Privatbibliothek in Flammen auf. Seine Lehrveranstaltungen setzte er zwar kurzerhand in seiner Privatwohnung fort, seine Schriften und damit ein wichtiger Teil seiner Forschung aber waren für die Wissenschaft unwiederbringlich verloren.

## Schriften (Auswahl)
- Schauplätze und Vorgänge der chinesischen Geschichte gegen Ausgang des dritten und im zweiten Jahrtausend v. Chr. – Yao, Shun und Yü. In: Asia Major: Hirth Anniversary Volume. London 1923, S. 456–559.
- Japanische Frühgeschichte: Untersuchungen zur Chronologie und Territorialverfassung von Altjapan bis zum 5. Jhd. n. Chr. (= Mitteilungen der Deutschen Gesellschaft für Natur- und Völkerkunde Ostasiens. Suppl.bd. 11). Tokio/Leipzig 1930.
- Über die Sonnenflagge Japans. In: Asia Major. Bd. 7 (1932), S. 529–555 (online (Memento vom 8. Januar 2011 im Internet Archive); PDF; 697 kB).
- Erläuterung zu einer Dichtung von Hitomaro. In: Jubiläumsband der OAG Teil II. Tokio 1933, S. 134–150.
- Das Verbergen der Sonnengottheit in der Felsenhöhle: Studie zur japanischen Mythologie. In: Mitteilungen der Gesellschaft für Natur- und Völkerkunde Ostasiens. Bd. XXV (1932–1935), Abteilung B, S. 76–85 (online).